# 記憶入碼
記憶入碼（memory encoding）是記憶的一個功能，是指將外界信息轉化成心灵能夠儲存的型態。在人與其他一些脊椎动物當中，記憶入碼涉及將外界的物理信号－视觉的光以及听觉的声音等等－透過感官等系統，轉化成脑能夠解讀的訊號。
想像一個人，他周圍環境有光，他的眼會接收到光，眼视网膜上面的感光细胞會按接收到的光決定傳遞怎樣的神經訊號，接下來大腦就像這樣一個公式運作：{\displaystyle f=\beta I}，當中 {\displaystyle f} 是這些感光細胞傳遞訊號的頻率，{\displaystyle \beta } 是一個固定的常数，而 {\displaystyle I} 是眼睛接收到的光的強度，所以人腦可以靠看 {\displaystyle f} 的數值知道 {\displaystyle I} 的數值；在這個過程中，人腦將光這種物理訊號轉化成腦能夠儲藏與解讀的神經訊號，令短期记忆與长期记忆等記憶子系統能對這些資訊做進一步的處理，所以做了記憶入碼的初步工作（這是一個簡單例子，人的神经系统還會對視覺資訊做更深入複雜的處理與轉化）。

## 另見
- 記憶
- 神经编码